# Kabupaten Pasaman Barat
Kabupaten Pasaman Barat är ett kabupaten i Indonesien.   Det ligger i provinsen Sumatera Barat, i den västra delen av landet, 1 100 km nordväst om huvudstaden Jakarta. Antalet invånare är 365 129.